# Langkat (stato)
Il Sultanato di Langkat (in lingua aceh: Negeri Kesultanan Langkat) fu un sultanato esistito nell'attuale isola di Sumatra in Indonesia, tra il 1568 ed il 1946. Le prime testimonianze dello sviluppo dell'islam nella regione risalgono al XVII secolo, ma probabilmente tale sviluppo fu precedente. Lo stato prosperò particolarmente con l'apertura di diverse piantagioni per la produzione di gomma e ancor più con la scoperta di vene petrolifere a Pangkalan Brandan che resero in pochi anni il sultano di Langkat il sovrano più ricco dell'Indonesia.

## Storia

### Gli inizi
Nel 1568 circa, un comandante militare del regno di Aru fondò un regno che divenne in seguito il moderno sultanato di Langkat. Ad ogni modo, il primo sultano riconosciuto fu Sri Paduka Tuanku Sultan al-Haj Musa al-Khalid al-Mahadiah Mu'azzam Shah, più noto semplicemente come sultano Musa, che ottenne il titolo di sultano nel 1887 dal re dei Paesi Bassi, assieme a quello di Deli, Serdang e di Asahan come ricompensa per il servizio prestato a favore della Compagnia olandese delle Indie orientali. Gli olandesi si servirono di questi sultani malesi per controllare Sumatra e per fini commerciali. 

### La cooperazione con le autorità coloniali olandesi

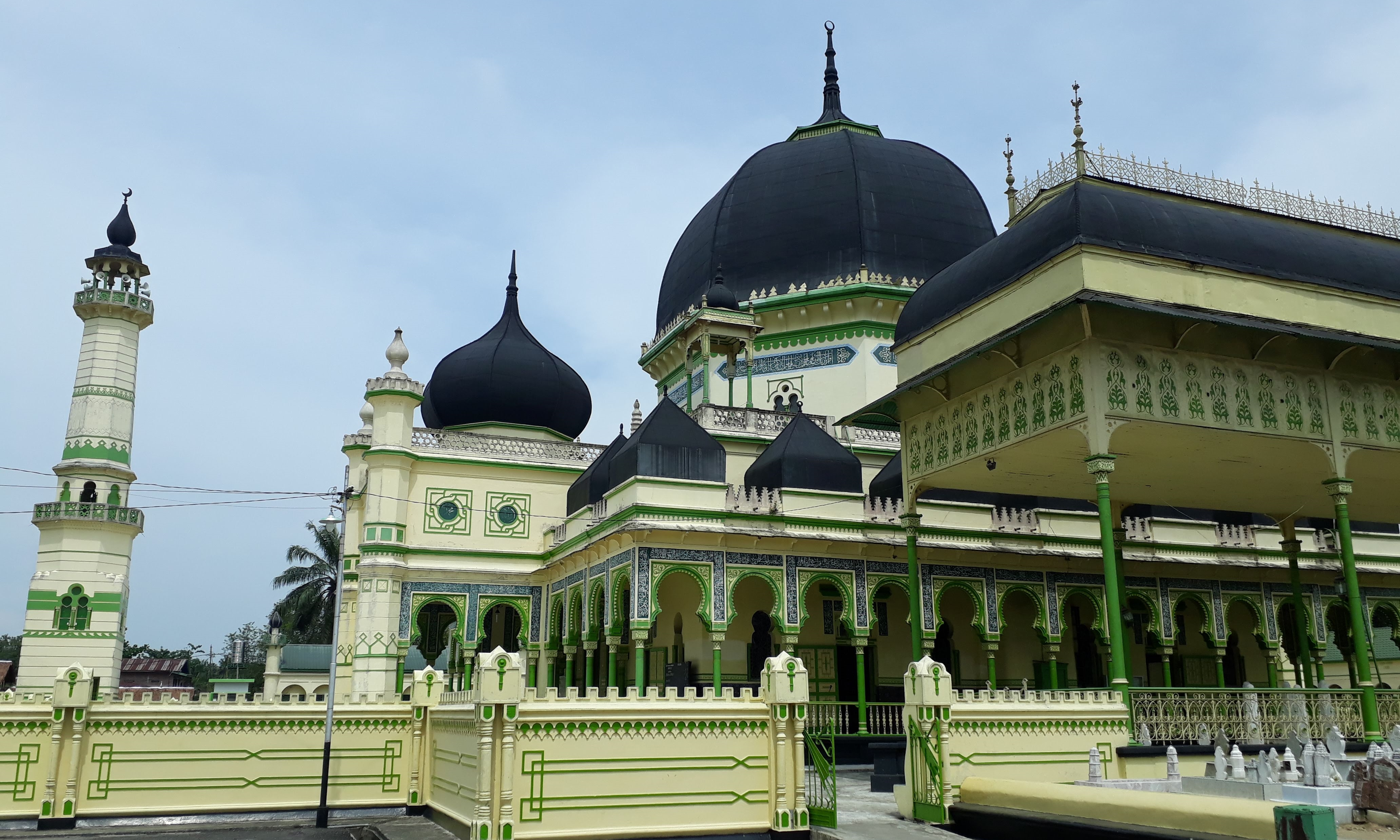
La moschea di Aziz, fatta costruire dal sultano Abdul Aziz Abdul Jalil Rahmad Shah

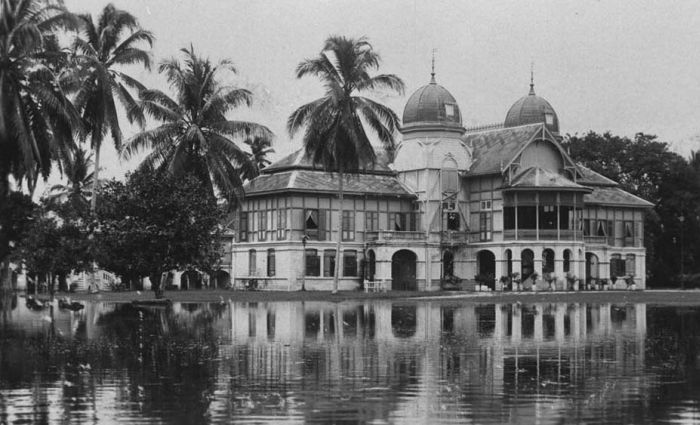
Il palazzo reale di Langkat in una fotografia del 1921

Le relazioni tra il sultanato di Langkat e le autorità coloniali olandesi furono sempre ottime. L'avallo del sovrano locale risultò fondamentale per la creazione di piantagioni di tabacco da parte degli olandesi oltre che per l'esportazione di petrolio, a partire dal 1915 tramite la Bataafse Petroleum Maatschappij. Il 37,9% delle rendite del sultanato di Langkat passava direttamente al sultano Abdul Aziz Abdul Jalil Rahmad Shah, figlio di Musa, che ereditò il trono nel 1893. Abdul Aziz fece inoltre costruire la grandiosa moschea di Aziz a Tanjung Pura, capitale del suo sultanato, e stabilì l'istituzione di diverse scuole religiose.
Abdul Aziz venne a sua volta succeduto da suo figlio, il sultano Mahmud Abdul Jalil Rahmad Shah, la cui ricchezza crebbe ulteriormente per la scoperta di un grande giacimento petrolifero a Pangkalan Brandan. Divenne in pochi anni il più ricco dei sultani malesi e nel 1933 possedeva tredici limousines, diversi cavalli da corsa ed uno yacht che però preferì non utilizzare mai. Sovrano magnanimo, Mahmud dispose che gli abitanti malesi del suo regno (18,57% della popolazione nel 1930), ricevettero ciascuno quattro ettari di terreno (poi ridotti a 2,8) da coltivare, guadagnandosi così anche il pieno supporto della popolazione locale. Malgrado le sue enormi entrate, sul finire del 1934 lo stile di vita stravagante del sultano Mahmud lo aveva portato a contrarre pesanti debiti e pertanto gli olandesi vennero costretti a prendere il controllo delle finanze del regno, prendendo soldi a prestito per ripagare i debiti e concedendo al sultano uno stipendio mensile massimo da spendere. La cooperazione degli olandesi si estese in breve anche alle attività politiche, inclusa nel 1933 la messa fuorilegge del partito Partindo ed il richiamo nel 1935 del nipote del sultano, Amir Hamzah dai suoi studi a Batavia per il suo eccessivo coinvolgimento nei movimenti indipendentisti indonesiani. Amir Hamzah sposò successivamente una delle figlie del sultano, Kamailia.

### La fine del sultanato
Con la rivoluzione sociale del marzo del 1936, il sultanato cadde sotto i colpi del movimento antirealista. Il sultanato di Langkat venne abolito ufficialmente il 5 marzo. Il 9 marzo, il palazzo venne assediato dai rivoltosi, sette aristocratici locali vennero uccisi ed il sultano finì nelle mani della pubblica autorità. Venne rilasciato nel luglio del 1947 per intervento delle forze militari olandesi che avevano lanciato un'offensiva militare contro la Repubblica d'Indonesia. Mahmud Abdul morì nell'aprile del 1948.

## Sovrano di Langkat
- 1568-1580: Panglima Dewa Shahdan
- 1580-1612: Panglima Dewa Sakti

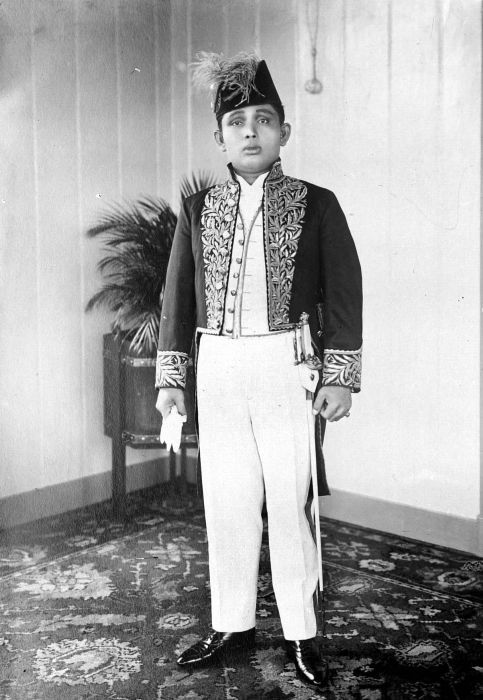
Il sultano Mahmud Abdul Jalil Rakhmat Shah bin Sultan Abdul Aziz che regnò dal 1927 al 1948

- 1612-1673: Raja Kahar bin Panglima Dewa Sakdi
- 1673-1750: Bendahara Raja Badiuzzaman bin Raja Kahar
- 1750-1818: Raja Kejuruan Hitam (Tuah Hitam) bin Bendahara Raja Badiuzzaman
- 1818-1840: Raja Ahmad bin Raja Indra Bungsu
- 1840-1893: Tuanku Sultan Haji Musa al-Khalid al-Mahadiah Muazzam Shah (Tengku Ngah) bin Raja Ahmad
- 1893-1927: Tuanku Sultan Abdul Aziz Abdul Jalil Rakhmat Shah bin Sultan Haji Musa
- 1927-1948: Tuanku Sultan Mahmud Abdul Jalil Rakhmat Shah bin Sultan Abdul Aziz
- 1948-1990: Tengku Atha'ar bin Sultan Mahmud Abdul Jalil Rahmad Shah
- 1990-1999: Tengku Mustafa Kamal Pasha bin Sultan Mahmud Abdul Jalil Rahmad Shah
- 1999-2001: Tengku Dr Herman Shah bin Tengku Kamil, nipote del sultano Abdul Aziz Abdul Jalil Rahmad Shah
- 2001-2003: Tuanku Sultan Iskandar Hilali Abdul Jalil Rahmad Shah al-Haj bin Tengku Murad Aziz, nipote del sultano Abdul Aziz Abdul Jalil Rahmad Shah
- 2003-oggi: Tuanku Sultan Azwar Abdul Jalil Rahmad Shah al-Haj bin Tengku Maimun, nipote del sultano Abdul Aziz Abdul Jalil Rahmad Shah